# 미국 상원 외교위원회
미국 상원 외교위원회(United States Senate Committee on Foreign Relations)는 미국 상원의 상임위원회로, 상원에서 외교정책 입법과 토론을 주도하는 임무를 맡고 있다. 일반적으로 해외 원조 프로그램을 승인하고 감독하는 역할을 담당한다. 국가 동맹국을 위한 무기 판매 및 훈련, 국무부 고위직에 대한 인사 청문회를 개최한다. 미국 하원 측의 자매위원회는 미국 하원 외교위원회이다.
재무 및 사법 위원회와 함께 외교 위원회는 1816년 위원회가 처음 창설된 이래로 상원에서 가장 오래된 위원회 중 하나이다. 알래스카 매입, 유엔 창설, 마샬 플랜 통과. 위원회는 또한 앤드류 잭슨, 제임스 뷰캐넌, 앤드루 존슨, 벤저민 해리슨, 워렌 하딩, 존 F. 케네디, 버락 오바마, 조 바이든(뷰캐넌과 바이든이 위원장을 맡고 있음) 등 8명의 미국 대통령과 19명의 국무장관을 배출했다. 주목할만한 회원으로는 아서 반덴버그, 헨리 캐벗 롯지, 윌리엄 풀브라이트가 있다.
이 외교위원회는 오랜 역사, 미국 외교 정책에 대한 폭넓은 영향력, 모든 외교적 지명에 대한 관할권, 조약을 심의하고 보고하는 유일한 상원 위원회라는 점에서 상원에서 가장 강력하고 권위 있는 위원회 중 하나로 간주된다.
2021년부터 2023년까지 뉴저지 민주당 상원의원 밥 메넨데스(Bob Menendez)가 연방 부패 혐의로 위원장직에서 물러날 때까지 외교위원회 위원장을 맡았다.